# Ediacárico

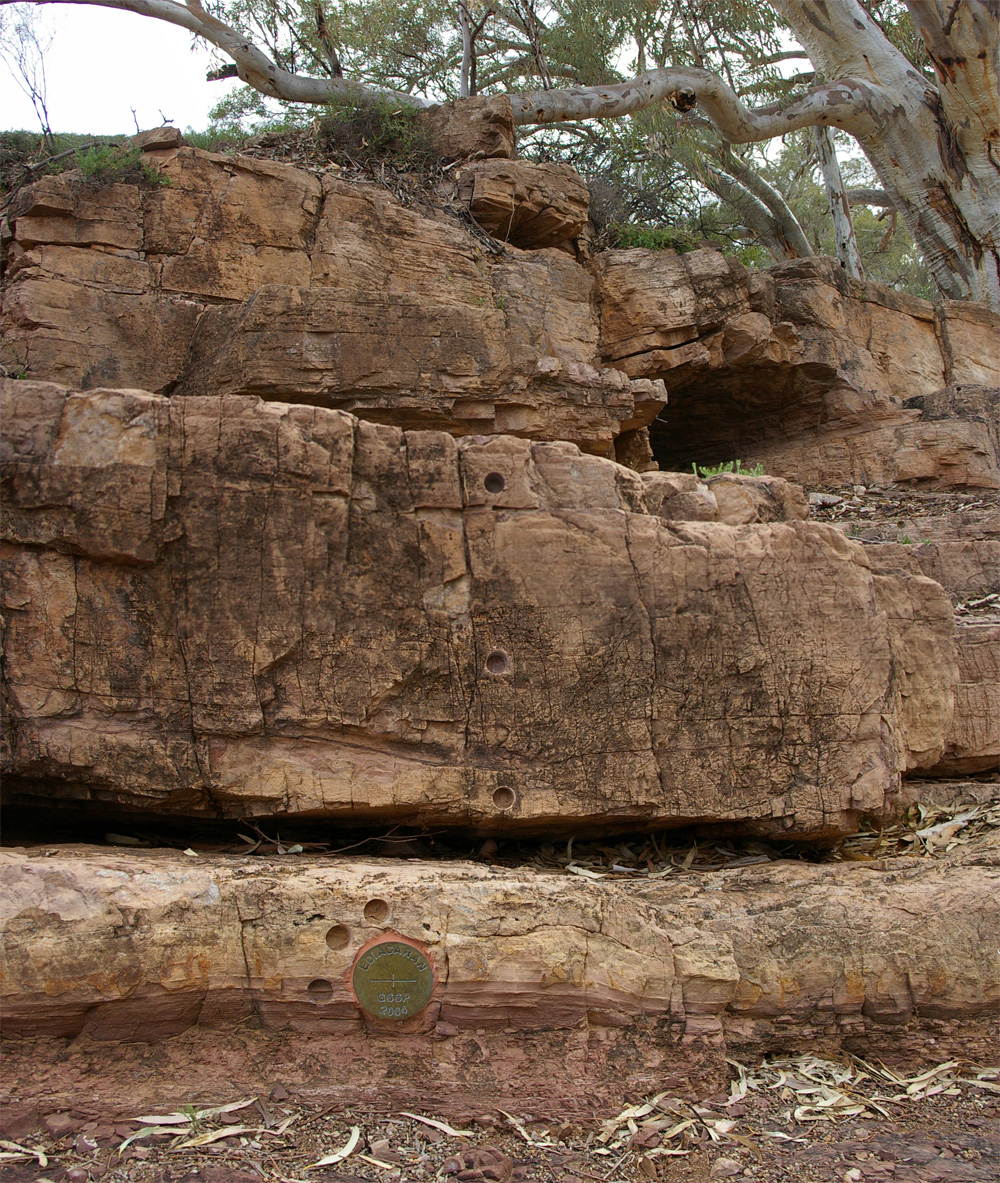
Sección y punto de estratotipo de límite global que marca formalmente el límite inferior del sistema (y periodo) Ediacárico, que se encuentra en los montes Flinders, en Australia Meridional. El «clavo dorado» (el punto exacto del límite) es un disco de bronce en la mitad de un estrato en la parte inferior de la imagen. Las perforaciones cilíndricas en los estratos corresponden a muestras tomadas para análisis paleomagnéticos.

El Ediacárico, Ediacariano (en referencia a las montañas Ediacara) o Vendiense (en desuso), es el tercer y último periodo y sistema de la era y eratema Neoproterozoico de la escala temporal geológica. Comienza hace unos 635 millones de años y finaliza hace 542,0 ±1,0 millones de años (es seguido por el Cámbrico). Las fechas se han fijado sobre la base de criterios de estratigrafía. Su condición de período geológico oficial la ratificó en el 2004 la Unión Internacional de Ciencias Geológicas (IUGS). La sección tipo es Flinders Ranges en Australia Meridional. Se superpone, pero es más corto que el período Vendiano o periodo véndico, nombre que había propuesto Rusia en 1952. 
| Supereón    | Eón Eonotema     | Era Eratema                | Periodo Sistema            | Inicio, en millones de años |
| ----------- | ---------------- | -------------------------- | -------------------------- | --------------------------- |
| Precámbrico | Proterozoico     | Neo- proterozoico          | Ediacárico Ediacariano     | ~635                        |
| Precámbrico | Proterozoico     | Neo- proterozoico          | Criogénico Criogeniano     | ~720                        |
| Precámbrico | Proterozoico     | Neo- proterozoico          | Tónico Toniano             | 1000                        |
| Precámbrico | Proterozoico     | Meso- proterozoico         | Esténico Steniano          | 1200                        |
| Precámbrico | Proterozoico     | Meso- proterozoico         | Ectásico Ectasiano         | 1400                        |
| Precámbrico | Proterozoico     | Meso- proterozoico         | Calímico Calymmiano        | 1600                        |
| Precámbrico | Proterozoico     | Paleo- proterozoico        | Estatérico Statheriano     | 1800                        |
| Precámbrico | Proterozoico     | Paleo- proterozoico        | Orosírico Orosiriano       | 2050                        |
| Precámbrico | Proterozoico     | Paleo- proterozoico        | Riásico Rhyaciano          | 2300                        |
| Precámbrico | Proterozoico     | Paleo- proterozoico        | Sidérico Sideriano         | 2500                        |
| Precámbrico | Arcaico Arqueano | Neoarcaico Neoarqueano     | Neoarcaico Neoarqueano     | 2800                        |
| Precámbrico | Arcaico Arqueano | Mesoarcaico Mesoarqueano   | Mesoarcaico Mesoarqueano   | 3200                        |
| Precámbrico | Arcaico Arqueano | Paleoarcaico Paleoarqueano | Paleoarcaico Paleoarqueano | 3600                        |
| Precámbrico | Arcaico Arqueano | Eoarcaico Eoarqueano       | Eoarcaico Eoarqueano       | 4031±3                      |
| Precámbrico | Hádico Hadeano   | Hádico Hadeano             | Hádico Hadeano             | 4567                        |

## Biota
Los restos más antiguos pertenecientes al reino animal se conocen a partir de este periodo, hace unos 570 millones de años, y es famoso por su "fauna ediacárica". Esta fauna consistía en organismos pluricelulares con características morfológicas y fisiológicas distintas a los organismos posteriores. Todavía no habían desarrollado caparazones o esqueletos y su relación con los organismos actuales o incluso con los posteriores a la explosión cámbrica es difícil de interpretar. Los tipos más comunes se parecen a gusanos segmentados, frondas, discos o bolsas inmóviles. Hay científicos que creen que estos fósiles pueden representar tanto invertebrados primitivos que fueron ancestros de los animales modernos, como organismos que no son verdaderos animales, organismos extintos de los que no quedó descendencia. Dado que los fósiles no muestran mucho sobre su posición en la línea evolutiva, es posible que su origen e historia jamás se descubran.
Se han descrito más de 100 géneros ediacáricos, entre los que se incluyen Kimberella, Aspidella, Dickinsonia, Charnia, Cyclomedusa, Spriggina, entre otros. Existen muchas teorías sobre la identidad de estos organismos. Se ha dicho que son animales primitivos, eucariontes que no son animales, protistas gigantes, etc. 

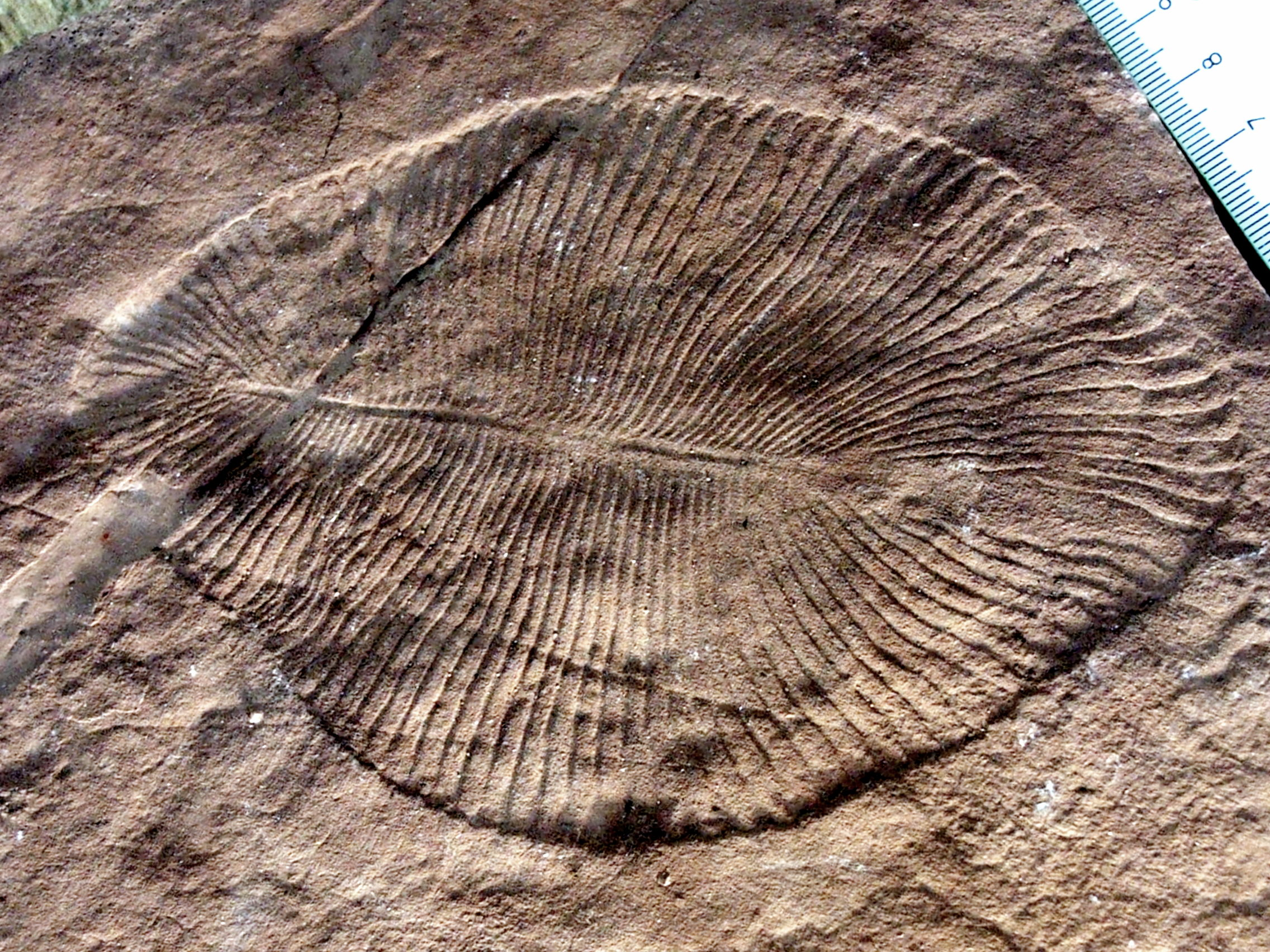
Dickinsonia
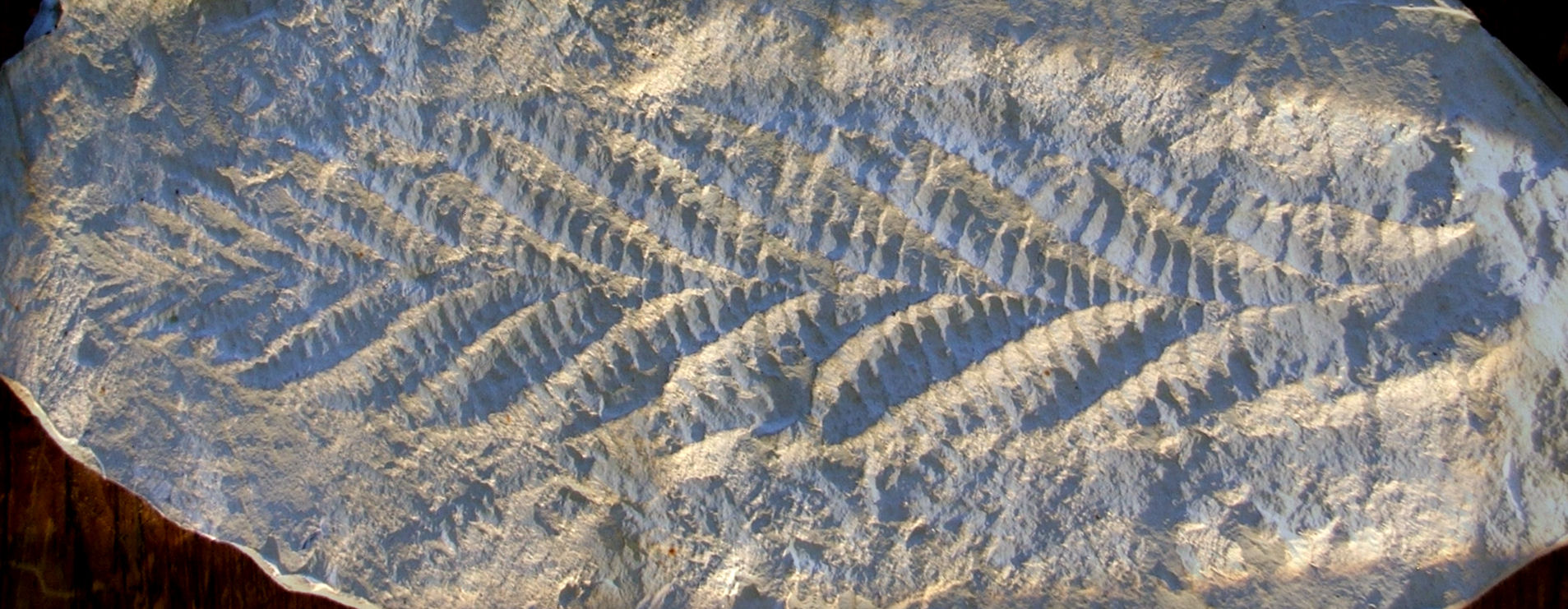
Charnia
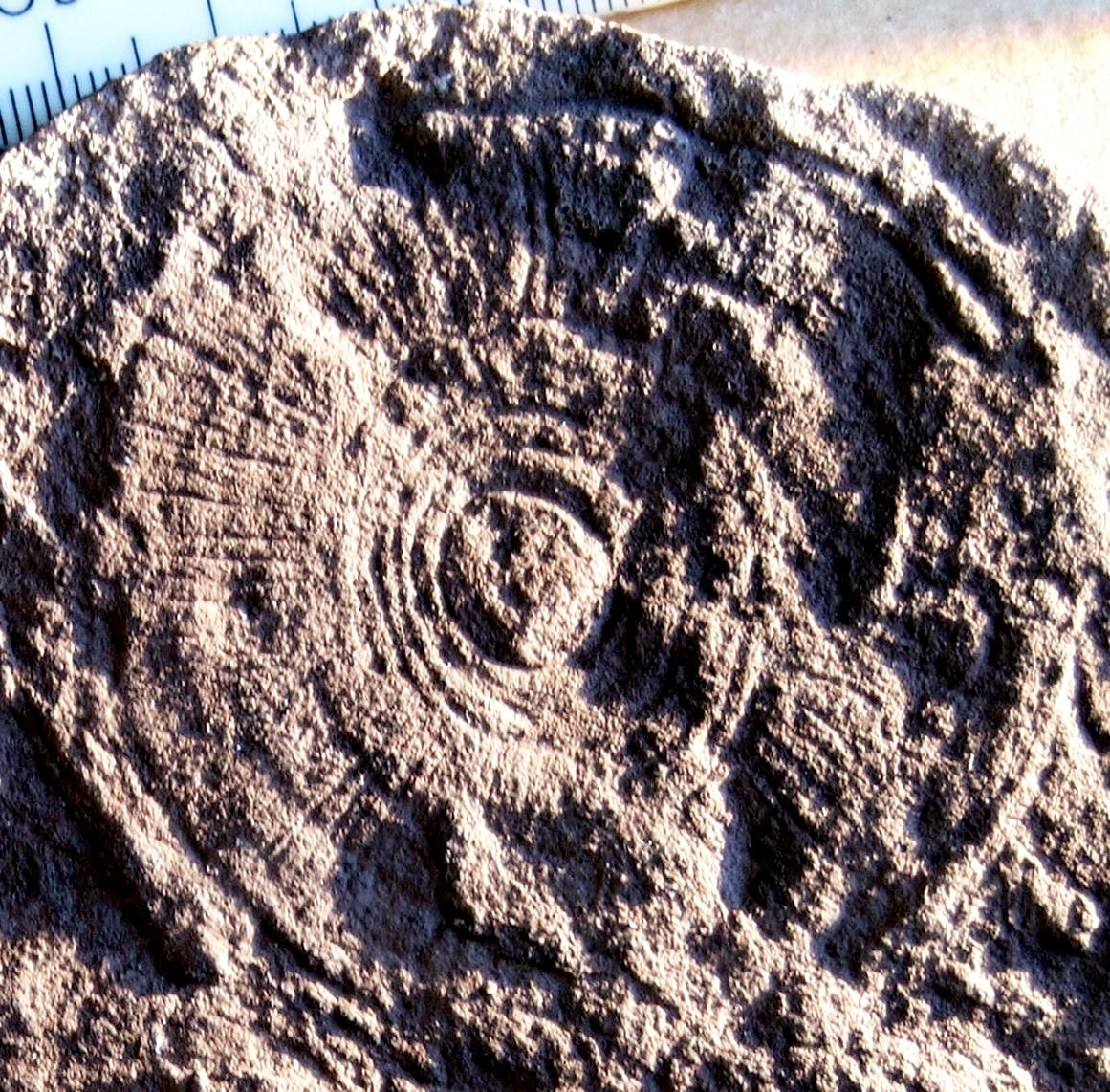
Cyclomedusa
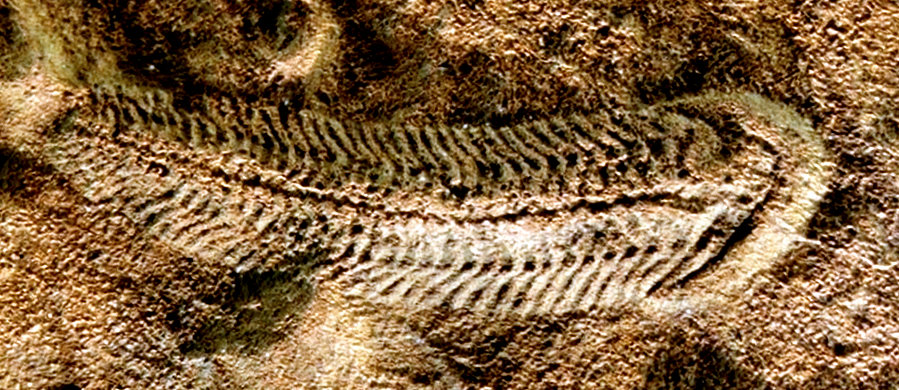
Spriggina

## Paleogeografía
Durante el Ediacárico, todos los continentes se agruparon en un único supercontinente, Pannotia, que probablemente existió desde hace unos 600 millones de años hasta hace unos 540 millones de años. Antes de Pannotia, el anterior supercontinente global fue Rodinia, que se fragmentó hace unos 800 millones de años. La dislocación de Rodinia llevó al nacimiento del océano Panthalassa (o Paleo-Pacífico) y ocho continentes, que posteriormente volverían a reunirse en el supercontinente Pannotia. Hace 540 millones de años, solo después de 60 millones de años de su formación, Pannotia se fragmenta en el supercontinente Gondwana y en tres pequeños continentes: Laurentia, Siberia y Báltica. A finales del Paleozoico los continentes volverían a reunirse una vez más para formar Pangea, el último supercontinente.

## Posibles subdivisiones
Desde 2004 la Subcomisión para la Estratigrafía del Ediacárico de la Comisión Internacional de Estratigrafía está estudiando la posibilidad de dividir formalmente el Ediacárico en dos o tres series y cinco o seis pisos, usando marcadores bioestratigráficos, pero también geoquímicos y geocronológicos, debido a la dificultad de obtener escalas bioestratigráficas con fósiles que cubran todo el sistema Ediacárico y sean correlacionables globalmente. Ya hay avances para poder definir dos de los pisos, el segundo (SES, de las siglas en inglés de «second Ediacaran stage») y el último la unidad (TES, «terminal Ediacaran stage»), quedando aún imprecisos los intermedios.